# François Pompon
François Pompon (Saulieu, Francia; 9 de mayo de 1855-París; 6 de mayo de 1933) fue escultor francés. Nacido en Saulieu, una localidad cercana a Dijon, con 18 años se trasladó a París donde se desempeñó como ayudante de Auguste Rodin. Es conocido por sus esculturas de animales, varias expuestas en el Museo de Orsay, entre ellas la más conocida, Ours blanc (Oso blanco). Su estilo está caracterizado por la simplicidad de sus obras.

## Obras
- «Cosette portant un seau» (1888), Musée Victor Hugo
- «Petit ours brun» (1918), Musée d'Orsay
- «Ours blanc» (1927), Musée d'Orsay
- «La Vague», Musée Rodin (con Camille Claudel)
- «Le sculpteur et sa Muse», Musée Rodin (con Auguste Rodin)
- «Poule cayenne»

Existe también un museo François Pompon en Saulieu con las siguientes obras:
- «La Tête de l'ours»
- «La Cosette»
- «Le Curé de Saulieu»
- «Sanglier de bronze» (1925)
- «Pigeon au nid» (1926)
- «Panthère» (1926)
- «Pélican de plâtre» (1924)
- «Faisan de plâtre» (1933)
- «Panthère de plâtre»
- «La Taupe»